# Широкопёрая акула
Широкопёрая акула (лат. Lamiopsis temminckii) — вид акул рода Lamiopsis, семейство Carcharhinidae. Ранее считался единственным видом рода, однако Lamiopsis tephrodes был поднят до ранга вида. Это редкий вид, обитающий в тропических водах между 24°с.ш. и 4°ю.ш. Встречается у берегов Пакистана, Индии, Мьянмы, Индонезии (Макасарский пролив), Саравака и Китая. Он обитает на континентальном шельфе, в основном близко к берегу. Изредка и в небольшом количестве попадает в донные и плавучие жаберные сети местных рыбаков. Его мясо используют в пищу, плавники сушат, а из жира печени производят витамины. В настоящее время этот вид весьма редко встречается в своём ареале, но когда-то он был широко распространён у западного побережья Индии. Этот вид очень похож на представителей рода Glyphis. Международный союз охраны природы в целом оценил статус сохранности этого вида как «Вымирающий» (EN).
Живородящий вид акул. В помёте от 4 до 8 акулят. Беременность длится 8 месяцев. Размер новорожденных составляет 40—60 см. Максимальный размер взрослых акул не превышает 168 см. Самцы достигают половой зрелости при длине 114 см, а самки — 130 см. Окрас от серого до жёлто-серого цвета, брюхо светлее. Маркировка плавников отсутствует. Вероятно, питается небольшими костистыми рыбами и беспозвоночными. Не представляет опасности для человека.